# Chaetotrionymus pachylus
Chaetotrionymus pachylus är en insektsart som beskrevs av Williams 1985. Chaetotrionymus pachylus ingår i släktet Chaetotrionymus och familjen ullsköldlöss. Inga underarter finns listade i Catalogue of Life.